# Dissophora decumbens
Dissophora decumbens är en svampart som beskrevs av Thaxt. 1914. Dissophora decumbens ingår i släktet Dissophora och familjen Mortierellaceae.   Inga underarter finns listade i Catalogue of Life.